# Ponts–Sagne–La Chaux-de-Fonds
Die Ponts–Sagne–La Chaux-de-Fonds (PSC), (handelsrechtlicher Name in französischer Sprache: Chemin de fer Régional La Chaux-de-Fonds - Les Ponts-de-Martel) ist eine ehemalige Eisenbahngesellschaft der Schweiz.

## Geschichte
Am 26. Juli 1889 wurde von der Ponts–Sagne–Chaux-de-Fonds-Bahn (PSC) die Bahnstrecke von La Chaux-de-Fonds über La Sagne nach Les Ponts-de-Martel eröffnet. Siehe: Bahnstrecke La Chaux-de-Fonds–Les Ponts-de-Martel
Per 1. Januar 1947 fusionierte die Gesellschaft mit der Régional des Brenets (RdB) zu den Chemins de fer des Montagnes Neuchâteloises (CMN).
Aufgrund der schlechten wirtschaftlichen Lage wurde auf Basis des Privatbahnhilfegesetzes von 1939 die Fusion mit der ebenfalls meterspurigen Régional des Brenets (RdB) in die Wege geleitet, obwohl keine direkte Gleisverbindung zu dieser besteht. Umgesetzt wurde die Fusion, nach dem Zweiten Weltkrieg, per 1. Januar 1947, woraus die Chemins de fer des Montagnes Neuchâteloises (CMN) entstanden, die sich damit für finanzielle Beiträge gemäss Abschnitt 2 des Gesetzestextes qualifizierten. Unter den CMN wurde die PSC-Strecke modernisiert und der elektrische Betrieb unter 1500 Volt Gleichstrom mit neuem Rollmaterial am 13. Mai 1950 aufgenommen.
Auf Bestreben des Kantons Neuenburg wurden mit Fusionsvertrag vom 27. Mai 1999 drei kantonal beherrschte Verkehrsunternehmen rückwirkend per 1. Januar 1999 fusioniert. Die Chemins de fer des Montagnes Neuchâteloises (CMN), der «Transports du Val-de-Ruz» (VR) und die Régional du Val-de-Travers (RVT) wurden von der neu gegründeten «TRN SA» übernommen, den Transports Régionaux Neuchâtelois (TRN) mit Sitz in La Chaux-de-Fonds.